# Robert Yosypovych Brovdi
Robert Yosypovych Brovdi (tiếng Ukraina: Бро́вді Ро́берт Йо́сипович; sinh ngày 9 tháng 8 năm 1975), thường được biết đến với biệt hiệu Madyar (tiếng Ukraina: Мадяр, n.đ. 'Madyar', 'Hungary') là một quân nhân, chính khách và doanh nhân Ukraina. Ông là người sáng lập đơn vị máy bay không người lái "Madyar's Birds" (tiếng Ukraina: Птахи Мадяра) thuộc quân đội Ukraina.

## Đầu đời và sự nghiệp ban đầu
Robert Yosypovych Brovdi xuất thân từ thành phố Uzhhorod, ở vùng phía tây xa xôi của Ukraina, gần biên giới với Hungary, là nguồn cảm hứng cho biệt hiệu của ông.
Trước khi Nga xâm lược Ukraina, Brovdi là một doanh nhân thành đạt trong lĩnh vực nông nghiệp. Ông cũng từng là chủ nhiệm chi bộ tỉnh Zakarpattia của tổ chức công cộng Front for Change trong một vài nhiệm kỳ. Từ mùa thu năm 2010, ông bắt đầu giữ chức giám đốc của tập đoàn Bread Investbud. Việc này đã tạo ra sự căng thẳng trong quan hệ của ông với tổ chức Front for Change, đặc biệt là với lãnh đạo của tổ chức, Arseniy Yatsenyuk, nguyên nhân sau này được tiết lộ là do Bread Investbud có liên quan đến Thủ tướng Nga lúc đó Vladimir Vladimirovich Putin. Ông bị khai trừ khỏi tổ chức Front for Change vào tháng 4 năm 2015. Đi liền với đó là hàng loạt phương tiện truyền thông địa phương đưa tin rằng hành động của ông đã khiến sự ủng hộ của công chúng đối với tổ chức ở vùng Zakarpattia bị tổn hại nghiêm trọng.
Vào tháng 1 năm 2019, một túi lựu đạn đã được ném vào sân sau nhà của cha ông ở huyện Storozhnytsia, Uzhhorod. Cảnh sát đã mở một cuộc điều tra về vụ tấn công, nhưng không thể xác định được thủ phạm. Sáng sớm ngày 16 tháng 2 cùng năm, một cuộc tấn công tương tự đã xảy ra, khi một người lạ đã mặt bắn súng phóng lựu vào nhà mẹ ông. Lựu đạn được bắn từ súng phóng lựu chống tăng cầm tay, xuyên qua bức tường bên ngoài của ngôi nhà và một số bức tường bên trong, và bị kìm lại ở bức tường của phòng ngủ nơi mẹ ông đang ngủ. Bà đã không bị thương.

## Binh nghiệp

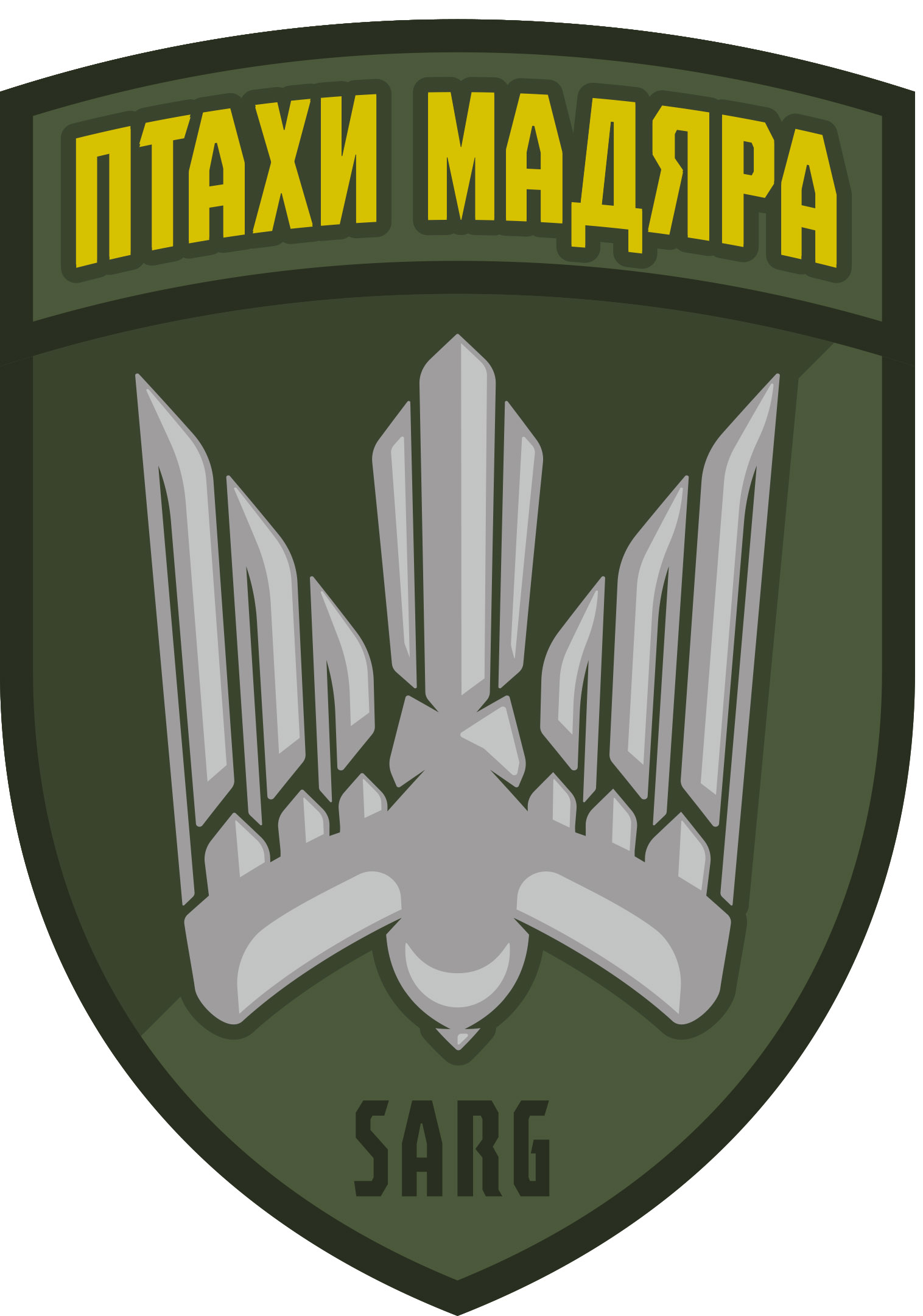
Lon của đơn vị trinh sát trên không "Madyar's Birds"

Ngay trước khi Nga bắt đầu xâm lược Ukraina, Brovdi đã gia nhập hàng ngũ của Lực lượng Phòng vệ Lãnh thổ Ukraina, và được phân về Tiểu đoàn 206 thuộc Lữ đoàn 241. Trong cuộc tấn công Kyiv, ông đã tham gia vào việc sơ tán dân thường khỏi Irpin khi chiến trận nổ ra ở thành phố, và tham gia chiến đấu trong trận Bucha và trận Borodianka. Vào cuối tháng 4, đơn vị của ông được gửi đến tiền tuyến ở khu vực Kherson trong chiến dịch miền Nam.
Sau một thời gian, Brovdi quyết định rằng ông có thể làm được nhiều hơn với kỹ năng kinh doanh của mình thay vì "ngồi trong một chiến hào ẩm ướt". Đi ngược lại với các thủ tục của nhà nước, ông đã tự gây quỹ để mua một "phi đội thiết bị bay không người lái", và thành lập đơn vị trinh sát trên không "Madyar's Birds". Đơn vị của ông thuộc Lữ đoàn Cơ giới hóa 28 từ tháng 4 đến tháng 8 năm 2022. Đơn vị bao gồm "vài chục" phi công, với hàng trăm thiết bị bay không người lái. Giống như phần lớn thiết bị được sử dụng trong quân đội Ukraina, các máy bay không người lái được đơn vị của ông sử dụng là loại dân sự DJI Mavics do Trung Quốc sản xuất. Đơn vị của ông tham gia vào năm loại trinh sát bằng thiết bị bay không người lái chính: xác định vị trí lực lượng địch, tuần tra tiền tuyến, phát hiện pháo binh, tấn công bằng đạn tuần kích và đôi khi thả các thiết bị nổ vào lính địch.
Madyar's Birds được biên chế vào Lữ đoàn Cơ giới 59 vào tháng 8 năm 2022, và tham chiến trong trận Bakhmut cho đến tháng 3 năm 2023, khi Brovdi tuyên bố trong một video được đăng lên mạng xã hội rằng đơn vị đã được lệnh rút lui sau "110 ngày" chiến đấu.
Vào tháng 4 năm 2023, Brovdi cảnh báo rằng chính phủ Trung Quốc có thể cắt quyền tiếp cận của quân đội Ukraina đối với máy bay không người lái Mavic, đồng thời kêu gọi binh sĩ Ukraina cẩn thận với các máy bay không người lái mà họ đang sử dụng.

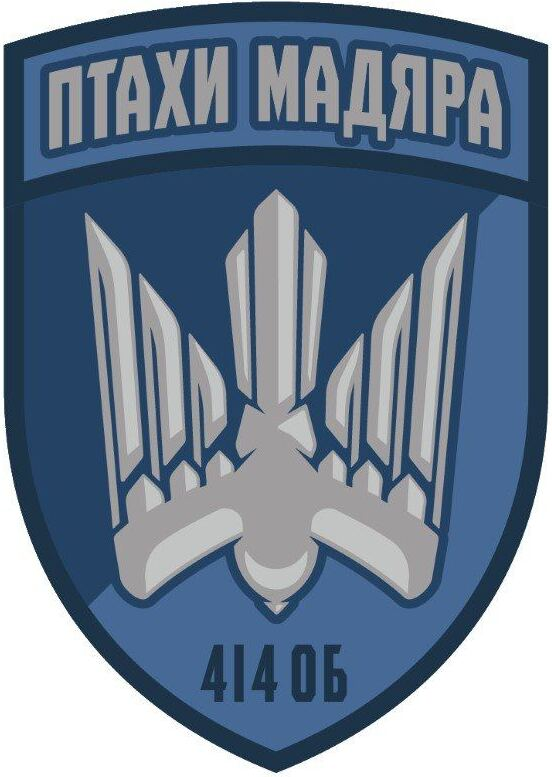
Lon của Tiểu đoàn bay không người lái Tấn công 414 "Madyar's Birds"

Madyar's Birds thường xuyên đăng tải các video về "thành công vĩ đại" của họ trên chiến trường, được giới nhà báo đã mô tả là có "giá trị tuyên truyền không thể nghi ngờ". Brovdi đã trở thành một nhân vật  "theo dõi chiến tranh" nổi tiếng ở Ukraina trên phương tiện truyền thông xã hội.
Brovdi được Tổng thống Ukraina Volodymyr Oleksandrovych Zelenskyy trao huy chương "Vì sự Bảo vệ Ukraina" vào ngày 28 tháng 8 năm 2023.
Đơn vị Madyar's Birds của ông đã tham gia chiến đấu trong và xung quanh Krynky kể từ ít nhất là tháng 11 năm 2023. Vào ngày 16 tháng 1 năm 2024, Brovdi thông báo trên kênh Telegram rằng đơn vị Madyar's Birds của ông đã được biên chế vào Thủy quân lục chiến Ukraina, và được phân vào Tiểu đoàn UAV tấn công Thủy quân Lục chiến 414.